# 打放しコンクリート

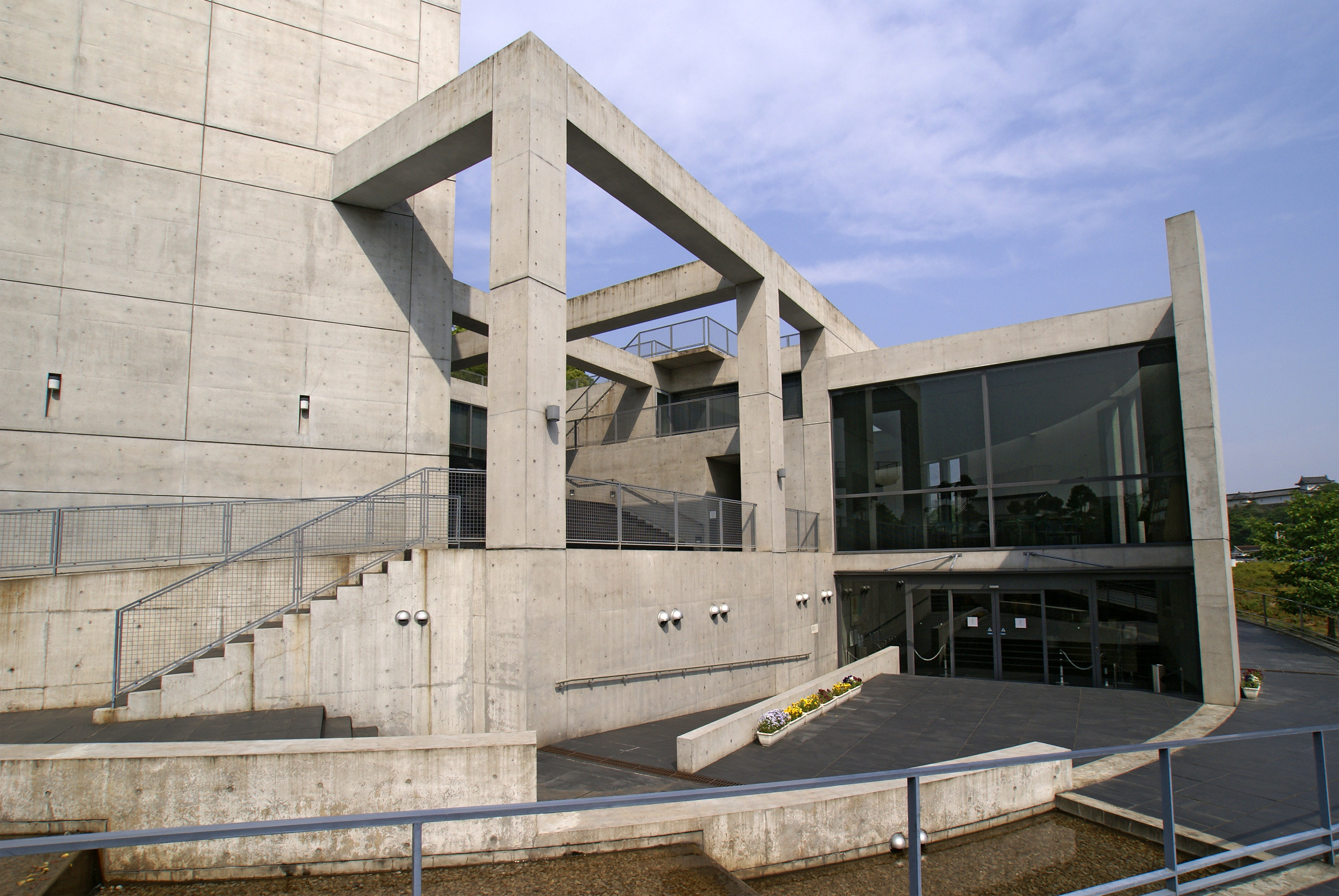
姫路文学館(安藤忠雄設計)。打放しコンクリートを活かした建築物の一例。

打放しコンクリート（うちはなしコンクリート、うちっぱなしコンクリート）は、建築物の仕上げの一種である。現場打ちコンクリートの上に塗装・タイル・石張りなどの仕上げ工程を省き、型枠を外した直後のむき出しのままの状態のコンクリートをもって仕上げとする手法。「打放コンクリート」・「打ち放しコンクリート」とも表記される。単純に「打放し（「打放」・「打ち放し」）」とも呼ばれる。

## 概要
建築造形的にはコンクリート構造独特の力強さ・清潔感・素材感などの美学表現に優れ、特に作家性の強い設計者はこれを好む傾向にある。またコンクリート打放しは、基本的に型枠を取り外した後の仕上げ工程を欠くため、型枠の形成の段階でその巧拙がおおよそ決まってしまう。
打放しコンクリートは、「仕上げ」という保護材を持たないため、風雨に対する抵抗力が弱く、また施工段階においても細心の管理上の注意が必要とされるため、発注者・施工者からは敬遠される傾向がある。
そのままでは雨水の浸透による劣化や黒カビ・藻などによる汚染が心配されるため、近年では「撥水剤」と呼ばれる耐水性を上げる液体を塗布する事が普通である。
素木（しらき）の素材感を好んで来た木造建築の伝統と、型枠を作る大工仕事の技術的な高さによる仕上げの精度によって、日本では「お家芸」と呼ばれる程の独自の発達をみている。

## 製造法による定義
コンクリートに含まれるセメントは、「セメントペースト」と呼ばれる流動体の状態が水分を吸収する水和作用によって硬化することで強度を持ち、最終的に建築物の「構造体」となる。この一連の作用が行なわれる場所と施工方法によって、ほぼ3種類に分けられる。
1. 現場打ちコンクリート：最終的な建築物の部位（柱・壁・床など）の場所において行なわれるもの。
2. PC（プレキャストコンクリート）：工場等で上記硬化が行なわれ、現場でそれを金具などで建築本体に固定するもの。プレストレスト・コンクリートとの違いを明確化させるためにPCaと表記することもある。
3. 両者の中間のもの。部分的に(1)と(2)が混在し、両者の長点を利用しようとしたもの。

「打放しコンクリート」と呼ばれるものは、一般に(1)に属するものを指す。(2)に属するものは、コンクリートのままの仕上げでも「打放しコンクリート」とは呼ばない。「化粧コンクリート」と呼ぶことはある。(3)の場合、現場打ちの部分を、「打放しコンクリート」と呼ぶ場合もある。
(2)は工場で生産されるため、(1)より精度が良い。しかし、(1)の精度の多少の狂いが一種の味わいであるという捉え方もある。

## 歴史と表現
コンクリート（正確には「セメントコンクリート」。コンクリートには他にアスファルトコンクリート等が有る）の原料はセメント・砂（細骨材）・砂利（粗骨材）・水である。砂利が無いものは「モルタル」と呼ばれる。
セメント利用の歴史は古く、古代エジプトにまで遡る。コンクリートもその祖形は古代ローマに見られるが、現在のように建築構造材として用いられたのは18世紀末になってからである。それ以降、コンクリートは近代建築の発展に欠くことの出来ない新材料となり、鉄・ガラスと並んで近代建築の三要素とされている。
建築の仕上げ表現としてのコンクリート打放しの歴史は、フランスの建築家オーギュスト・ペレがル・ランシーの教会（1923年）で、その柱梁表現に用いたことに始まるが、その自由な可塑性から、ドイツ表現主義を初めとする曲面的表現において大いに活用され、「打放しコンクリート」もダイナミックな造形にふさわしい表現として歓迎された。我々が現在、コンクリート打放しと聞いてまず思い浮かべる壁体の表現として用いられたのは、日本におけるアントニン・レーモンドのレーモンド自邸（1924年）が世界で最も早く、コルビュジエが1932年にスイス学生会館で打放しを試みる8年前のことである。
その後、バウハウス、CIAMなどの活動により、建築形態は直線的なものが主流となり、「打放しコンクリート」の手法はあまり用いられなくなった。しかし第二次世界大戦後、強く荒々しい彫塑的コンクリート表現という解釈に立ったル・コルビュジエの作品や、美しい輝くような禁欲的なコンクリート表現という新解釈を打ち出したルイス・I・カーン等の作品によって、「打放しコンクリート」は再び建築表現の主役となる。コルビュジエの下で学んだ前川國男等の「打放しコンクリート」は前者の思想の延長線上にあり（例：東京文化会館、弘前市民会館等）、カーンに私淑した安藤忠雄等の現代の商業建築・住宅等のものは、後者の思想の延長線上にあると言える。